# Итапоророка
Итапоророка (порт. Itapororoca) — муниципалитет в Бразилии, входит в штат Параиба. Составная часть мезорегиона Зона-да-Мата-Параибана. Входит в экономико-статистический микрорегион Литорал-Норти. Население составляет 18 527 человек на 2016 год. Занимает площадь 146,067 км². Плотность населения — 106,2 чел./км².

## Статистика
- Валовой внутренний продукт на 2014 год составляет 133 201 000,00 реалов (данные: Бразильский институт географии и статистики)[1].
- Валовой внутренний продукт на душу населения на 2014 год составляет 7347,40 реалов (данные: Бразильский институт географии и статистики)[1].
- Индекс человеческого развития на 2010 год составляет 0,564 (данные: Программа развития ООН)[2].